# Deathstars
Deathstars ist eine Metal-Band aus Schweden.

## Bandgeschichte
Deathstars wurde im Jahr 2000 von einigen Mitgliedern der Death- und Black-Metal-Bands Dissection, Swordmaster und Ophthalamia gegründet. Im Jahr 2002 veröffentlichten sie ihr erstes Album Synthetic Generation unter LED Records, das sich vorerst in Schweden, später auch außerhalb, erfolgreich verkaufte.
Skinny, der Bassist, der bereits zuvor für Deathstars live spielte, wurde 2003 zum fixen Mitglied. Das Gründungsmitglied Erik „Beast X Electric“ Halvorsen (E-Gitarre) stieg 2005, während der Aufnahmen am neuen Album aus. Am 27. Januar 2006 wurde ihr zweites Album Termination Bliss bei Nuclear Blast veröffentlicht. Am 19. September 2006 wurde Cat, der zuerst nur live gespielt hatte und eigentlich nur der Tourgitarrist war, zum vollwertigen Mitglied der Band.
Die Band spielte ihre erste große eigene Headliner-Tournee, bei der sie von Stoneman als Vorgruppe begleitet wurden.
Im Jahr 2007 wurden Deathstars mit dem Metal Hammer Golden God Award 2007 – Best Newcomer ausgezeichnet.
Am 29. Oktober 2007 begann die Band mit den Aufnahmen für das neue Album, das ursprünglich schon im Frühjahr 2008 erscheinen sollte. Als Veröffentlichungstermin wurde der 30. Januar 2009 festgelegt. Die Aufnahmen fanden in den Metrosonic Recording Studios statt.
2008 waren sie als Vorband von Korn auf Tournee, wobei Schlagzeuger Bone W Machine durch Adrian Erlandsson ersetzt wurde.
Ende Januar 2009 erschien ihr drittes Studioalbum Night Electric Night. Im Februar und März ging die Band mit Sonic Syndicate auf Europatournee.
2011 und 2012 waren sie Teil der Made-in-Germany-Tournee der deutschen Neue-Deutsche-Härte-Band Rammstein. Im Vorfeld dieser Tour wurde Vice (bürgerlich: Oscar Leander) als neuer Drummer der Band vorgestellt, nachdem Bone W Machine aufgrund eines Tennisarms das Schlagzeugspielen aufgeben musste.
Seit 2019 ist der ehemalige Gitarrist CAT Casino wieder Teil der Band.

## Stil
Besondere Merkmale sind ein harter, steriler Gitarrenklang, der stark von Synthesizern unterstützt wird, und die tiefe Stimme des Sängers Whiplasher. Als musikalische Einflüsse gelten unter anderem The Kovenant und Rammstein. Whiplasher ist jedoch der Ansicht, dass die Band mit Synthetic Generation ihre eigene Ausdrucksform gefunden habe und nun diese Formel nutze, um Musik zu schreiben. Neben gutturalen Gesang kommt häufig klarer Gesang und durch Vocoder, Distortion und andere Effekte veränderter Gesang vor. Die Selbstbezeichnung als Death Glam und Russian Death Pop macht deutlich, dass die Band ihre Wurzeln im Death Metal sieht und hatte, da sie vorher als Band Swordmaster aufgetreten sind.

## Inhalt
Ihre Texte „drehen sich stets um Konflikte und Widersprüche … und um gut aussehende Frauen“, Whiplasher lehnt es jedoch ab, „die Texte in irgendeiner Form zu erklären, da dies jegliche Vorstellung des Hörers zerstört. Aber ‚Motherzone‘ beschäftigt sich mit der Rückkehr zur Dunkelheit und ‚Play God‘ behandelt das Brechen mit moralischen Werten – die dunkle gegen die helle Seite.“ Emil Nödtveidts Bruder, Jon Nödtveidt, war der Kopf der Band Dissection, in der Emil kurzzeitig Bass spielte und deren finales Album Reinkaos er produzierte (Bergh wirkte als Hintergrundsänger mit). In der Nacht, in der Emil Nödtveidt vom Suizid seines Bruders erfuhr, schrieb er die Musik zu Via the End. Er erklärte daraufhin, keine Erinnerung mehr daran zu haben, wie er das Lied geschrieben hatte. Whiplasher schrieb den Text, ohne zu wissen, in welcher Situation die Musik entstanden war. Es erschien auf dem Album Night Electric Night und weicht stark vom sonstigen Material der Band ab. Laut Whiplasher hatte die Band zuvor nie ein so persönliches Lied. Allerdings seien sie alle persönlich, da sie von den Leben der Musiker handelten, aber außer bei Via the End immer mit Distanz, einer Art von schwarzem Humor und Zynismus. Nightmare war daher nicht sicher, ob es veröffentlicht werden solle. Emil Nödtveidt bestand auf der Veröffentlichung des Lieds.

## Diskografie

### Alben
| Jahr | Titel Musiklabel                      | Höchstplatzierung, Gesamtwochen, AuszeichnungChartplatzierungen (Jahr, Titel, Musiklabel, Platzierungen, Wochen, Auszeichnungen, Anmerkungen) | Höchstplatzierung, Gesamtwochen, AuszeichnungChartplatzierungen (Jahr, Titel, Musiklabel, Platzierungen, Wochen, Auszeichnungen, Anmerkungen) | Höchstplatzierung, Gesamtwochen, AuszeichnungChartplatzierungen (Jahr, Titel, Musiklabel, Platzierungen, Wochen, Auszeichnungen, Anmerkungen) | Höchstplatzierung, Gesamtwochen, AuszeichnungChartplatzierungen (Jahr, Titel, Musiklabel, Platzierungen, Wochen, Auszeichnungen, Anmerkungen) | Anmerkungen                             |
| Jahr | Titel Musiklabel                      | DE | AT | CH | SE | Anmerkungen                             |
| ---- | ------------------------------------- | --- | --- | --- | --- | --------------------------------------- |
| 2003 | Synthetic Generation Nuclear Blast    | — | — | — | SE48 (2 Wo.)SE | Erstveröffentlichung: 24. November 2003 |
| 2006 | Termination Bliss Nuclear Blast       | DE87 (1 Wo.)DE | — | — | SE41 (5 Wo.)SE | Erstveröffentlichung: 27. Januar 2006   |
| 2009 | Night Electric Night Nuclear Blast    | DE36 (3 Wo.)DE | AT43 (1 Wo.)AT | CH69 (1 Wo.)CH | SE10 (2 Wo.)SE | Erstveröffentlichung: 30. Januar 2009   |
| 2014 | The Perfect Cult Nuclear Blast        | DE44 (1 Wo.)DE | — | CH79 (1 Wo.)CH | — | Erstveröffentlichung: 13. Juni 2014     |
| 2023 | Everything Destroys You Nuclear Blast | DE67 (1 Wo.)DE | — | CH49 (1 Wo.)CH | — | Erstveröffentlichung: 5. Mai 2023       |

### Kompilationen
- 2010: Decade of Debauchery
- 2011: The Greatest Hits on Earth

### Singles
| Jahr | Titel Album          | Höchstplatzierung, Gesamtwochen, AuszeichnungChartplatzierungen (Jahr, Titel, Album, Platzierungen, Wochen, Auszeichnungen, Anmerkungen) | Höchstplatzierung, Gesamtwochen, AuszeichnungChartplatzierungen (Jahr, Titel, Album, Platzierungen, Wochen, Auszeichnungen, Anmerkungen) | Höchstplatzierung, Gesamtwochen, AuszeichnungChartplatzierungen (Jahr, Titel, Album, Platzierungen, Wochen, Auszeichnungen, Anmerkungen) | Höchstplatzierung, Gesamtwochen, AuszeichnungChartplatzierungen (Jahr, Titel, Album, Platzierungen, Wochen, Auszeichnungen, Anmerkungen) | Anmerkungen           |
| Jahr | Titel Album          | DE | AT | CH | SE | Anmerkungen           |
| ---- | -------------------- | --- | --- | --- | --- | --------------------- |
| 2003 | Synthetic Generation | — | — | — | SE57 (1 Wo.)SE | Erstveröffentlichung: |

Weitere Singles:
- 2002: Syndrome
- 2005: Cyanide
- 2006: Blitzkrieg
- 2007: Virtue to Vice
- 2009: Death Dies Hard
- 2011: Metal
- 2014: All the Devil’s Toys
- 2015: The Perfect Cult
- 2023: This is
- 2023: Midnight Party
- 2023: Angel of Fortune and Crime